# Список правителей Абхазии
Список правителей Абхазии — список правителей Абхазии в разные периоды времени.

## АносидыкнязьяАбазгии(? н. э.—786 год н. э.)

Белая рука на красном полотнище считается знаменем Абазгии

Столица Анокопия, с 806 Кутаиси. Титул: Князь.
- 1. Анос (Родоначальник), первый известный Аносид
- 2. Гозар, (?).
- 3. Юстиниан князь Абазгии, (?).
- 4. Феликтиос, (?).
- 5. Капаруки, или Барук, (?).
- 6. Дмитрий I князь Абазгии, (?).
- 7. Феодосий I князь Абазгии, (?)
- 8. Феодор I князь Абазгии, (?).
- 9. Константин I князь Абазгии, (?).
- 10. Леон I, (?) его войско победило в Анакопийском сражении, князь Абазгии, позже поглотил соседние княжества.

Также среди правителей Абазгии были некие Опсит, Скепарна, Рисмаг, Ригвадин, принадлежность их к Аносидам и период правления остается вопросом

## Правители прочих княжеств
Апсилия:
Юлиан.
Мартин («первейший среди апсилов»).
Мисиминия:
Хуада и Туана (знатнейшие среди мисимиан).
Санигия:
Спадаг.
Зихи:
Стахемфак.

## Аносиды цари Абхазии (786—978)
- Леон II (786—806)
- Феодосий II (802—825)
- Дмитрий II (825—861)
- Георгий I (861—868)
- Баграт I (888—893)
- Константин III (893—922)
- Георгий II (922—957)
- Леон III (957—967)
- Дмитрий III (967—975)
- Феодосий III Слепой (975—978)

После 978 года начинается правление Багратиони.

## Шервашидзе-Чачба в независимом Абхазском княжестве
- Заур Бей/Заур Чачба (?-1779)

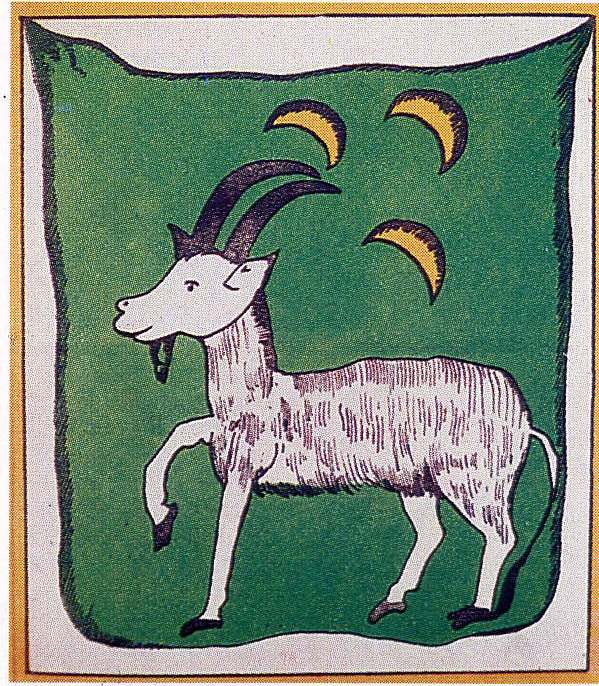
Первое Знамя/герб/флаг, князей Шервашидзе

- Келеш Бей Чачба-Шервашидзе (~1780-1808)
- Аслан Бей Чачба-Шервашидзе (1808—1810)
- Сефер Бей Чачба-Шервашидзе (1810—1823/1824)
- Дмитрий Чачба-Шервашидзе (1823—1824)
- Михаил Чачба-Шервашидзе (1823/1824-1864)

## Советское время
Во времена ССРА главой считался Нестор Лакоба (1921—1931).